# Tuffi ai campionati mondiali di nuoto 2015 - Piattaforma 10 metri sincro femminile
La competizione di tuffi dalla piattaforma 10 metri sincro femminile dei campionati mondiali di nuoto 2015 si è disputata il 27 luglio 2015 nella Aquatics Palace a Kazan'. Al mattino si è svolto il turno preliminare cui hanno partecipato 16 nazioni. Le dodici migliori coppie hanno gareggiato per le medaglie nella finale tenutasi nel pomeriggio.

## Medaglie
| Posizione | Atleti                           | Nazionalità    |
| --------- | -------------------------------- | -------------- |
| Oro       | Chen Ruolin Liu Huixia           | Cina           |
| Argento   | Meaghan Benfeito Roseline Filion | Canada         |
| Bronzo    | Kim Un-hyang Song Nam-hyang      | Corea del Nord |

## Risultati
I finalisti sono segnalati in verde
| Posizione | Nazionalità    | Atleti                                | Preliminare | Preliminare | Finale | Finale    |
| Posizione | Nazionalità    | Atleti                                | Punti       | Posizione   | Punti  | Posizione |
| --------- | -------------- | ------------------------------------- | ----------- | ----------- | ------ | --------- |
| 1         | Cina           | Chen Ruolin Liu Huixia                | 330.24      | 1           | 359.52 | 1         |
| 2         | Canada         | Meaghan Benfeito Roseline Filion      | 313.26      | 2           | 339.99 | 2         |
| 3         | Corea del Nord | Kim Un-hyang Song Nam-hyang           | 301.44      | 5           | 325.26 | 3         |
| 4         | Messico        | Paola Espinosa Alejandra Orozco       | 285.57      | 8           | 310.77 | 4         |
| 5         | Russia         | Ekaterina Petukhova Yulia Timoshinina | 274.80      | 11          | 310.68 | 5         |
| 6         | Gran Bretagna  | Sarah Barrow Tonia Couch              | 302.52      | 4           | 308.40 | 6         |
| 7         | Malaysia       | Pandelela Rinong Leong Mun Yee        | 311.04      | 3           | 303.60 | 7         |
| 8         | Australia      | Lara Tarvit Melissa Wu                | 294.84      | 6           | 302.22 | 8         |
| 9         | Stati Uniti    | Amy Cozad Jessica Parratto            | 285.66      | 7           | 295.86 | 9         |
| 10        | Germania       | Tina Punzel Christina Wassen          | 278.70      | 10          | 285.00 | 10        |
| 11        | Ucraina        | Ganna Krasnoshlyk Vlada Tacenko       | 279.06      | 9           | 283.20 | 11        |
| 12        | Corea del Sud  | Kim Su-ji Ko Eun-ji                   | 273.42      | 12          | 271.11 | 12        |
| 13        | Ungheria       | Villő Kormos Zsófia Reisinger         | 261.30      | 13          |        |           |
| 14        | Cuba           | Yaima Mena Annia Rivera               | 257.58      | 14          |        |           |
| 15        | Brasile        | Ingrid Oliveira Giovanna Pedroso      | 256.32      | 15          |        |           |
| 16        | Singapore      | Lee Myra Jia Wen Lim Shen-Yan Freida  | 244.32      | 16          |        |           |